# 宣誓 (电影)
宣誓（俄语：Клятва）是1946年苏联电影，由米哈依尔·齐阿乌列里指导，是反映对斯大林的个人崇拜的典型电影。主演是饰演斯大林的米哈伊尔·格洛瓦尼，由第比利斯电影制片厂出品。